# Onward (pel·lícula)
Onward és una pel·lícula estatunidenca d'animació per ordinador i de fantasia produïda per Walt Disney Pictures i Pixar Animation Studios. Està dirigida per Dan Scanlon. Es va estrenar el 6 de març del 2020, doblada al català. Ha estat ben valorada per la crítica i ha aconseguit uns ingressos de 103,2 milions de dòlars tot i el poc temps de projecció als cinemes a causa de la pandèmia per coronavirus.

## Argument
En un món de fantasia habitat per elfs, fades, trols, pegassos i unicorns, dos germans elfs adolescents, Ian i Barley Lightfood, reben una carta i un objecte màgic que el seu pare, mort quan eren petits, els havia llegat. Els nois s'embarquen en una aventura trepidant per esbrinar si la màgia encara existeix i així poder passar un dia amb el seu pare.